# Кеньгис, Эдвин Паулсович
Эдвин Паулсович Ке́ньгис (Эдвинс Кеньгис, латыш. Edvīns Ķeņģis, 12 апреля 1959, Цесис) — советский и латвийский шахматист, гроссмейстер (1991) и шахматный тренер.

## Шахматная карьера
Эдвин Кеньгис — восьмикратный чемпион Латвии (1984, 1987, 1988, 1989, 1990, 1997, 2004, 2005).
Участник ряда всесоюзных турниров молодых мастеров; лучшие результаты: 1980 — 1—2-е; 1982 — 3—4-е места. В составе молодёжной сборной команды СССР победитель командного первенства мира (1980).
Лучшие результаты в международных турнирах: Юрмала (1985) — 4—5-е м.; Москва (1986, 2-й турнир) — 1—3-е; Албена (1986) — 3—5-е; Тимишоара (1987) — 7—8-е места.
Сейчас Эдвин Кеньгис живёт в Дубае и работает тренером сборной Объединённых Арабских Эмиратов. Его ученик Салем Салех стал самый молодым гроссмейстером Арабских Эмиратов и победителем Азиатского чемпионата U-16.

## Изменения рейтинга
| Графики недоступны из-за технических проблем. См. информацию на Фабрикаторе и на mediawiki.org. |